# Shahla Aghapour

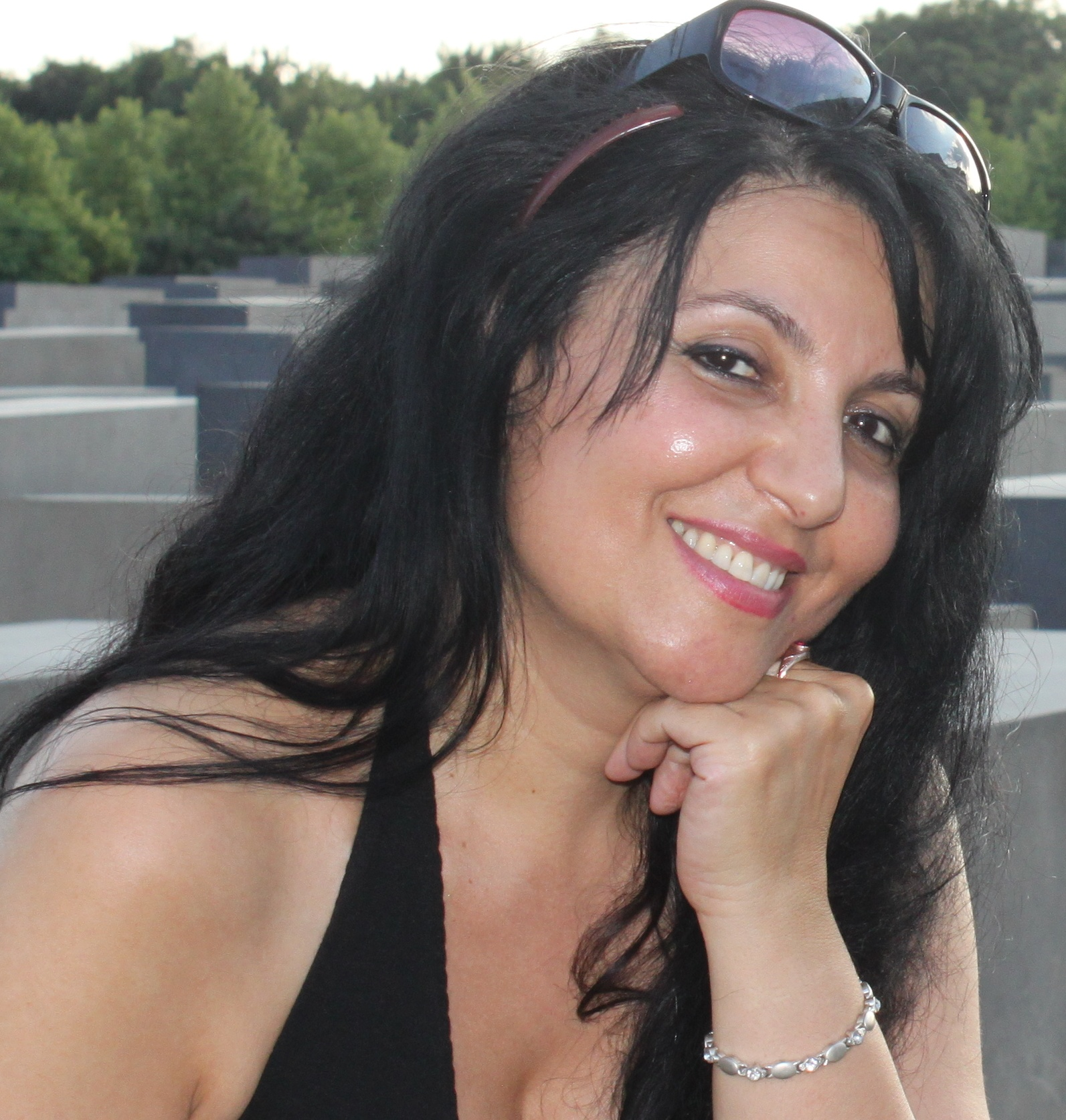
Shahla Aghapour

Shahla Aghapour (anhörenⓘ, شهلا آقاپور; * vor 1988 in Teheran, Iran) ist eine in Deutschland lebende iranische Künstlerin und Schriftstellerin.

## Biografie
Shahla Aghapour wuchs als Tochter iranischer Aserbaidschaner in Teheran auf und war früh künstlerisch und literarisch interessiert. Neben dem Kunststudium absolvierte sie eine Ausbildung als Journalistin und war zu Beginn der Islamischen Revolution für die Zeitung Ayandegan (deutsch Zukunft) tätig. Sie musste – auch als Folge der regimekritischen journalistischen Tätigkeit – aus dem Iran emigrieren und ging nach Deutschland.
Seitdem arbeitet Shahla Aghapour als Schriftstellerin, bildende Künstlerin und Performance-Künstlerin und hatte Ausstellungen und Lesungen in Deutschland und anderen Ländern. Sie absolvierte zudem eine sozialpädagogische Ausbildung sowie ein Aufbaustudium zum Master of Art an der UdK Berlin und arbeitet als Kunstdozentin und Leiterin künstlerischer Projekte.
Shahla Aghapour ist Mitglied im Bundesverband Bildender Künstlerinnen und Künstler, P.E.N.-Zentrum der Schriftstellerinnen und Schriftsteller im Exil deutschsprachiger Länder und war von 2007 bis 2009 Vorsitzende des Iranischen Schriftstellerverbands im Exil.
Shahla Aghapour lebt in Berlin.

## Ausstellungen (Auswahl)
- Staatliche Galerie (Shemiran) / Iran
- Galerie Ay (Istanbul) / Türkei
- FBK – Freie Berliner Kunstausstellung
- Wanderausstellung Spielzeug der Winde (Berlin–Hamburg–Münster–Zagreb–Split–Vrgorac)
- Kulturministerium Brandenburg (Potsdam)
- Landtag Brandenburg (Potsdam)
- Werkstatt der Kulturen (Berlin)
- Preußischer Landtag – Abgeordnetenhaus von Berlin[1]
- Galerie Kulturforum Villa Oppenheim (Berlin)
- Heilandskirche (Berlin)
- Kunstspeicher (Friedersdorf)
- Salon Exil (Berlin)[2][3]
- Brecht-Haus (Berlin)
- Inselgalerie (Berlin)[4][5]
- Rathaus Schöneberg (Berlin)
- Alte Feuerwache (Köln)
- Kulturzentrum (Delft) / Niederlande
- Kulturverein (Zürich) / Schweiz
- Kulturverein (Lugano) / Schweiz
- Hilton Hotel (Houston) / Texas USA
- Kulturhaus (Dallas) / Texas USA[6]
- ART-Galerie-Benakohell (Berlin)[7]

## Lesungen (Auswahl)
- Literaturhaus Berlin
- Kulturforum Villa Oppenheim (Berlin)
- Heilandskirche (Berlin)
- Werkstatt der Kulturen (Berlin)
- Literaturforum im Brecht-Haus (Berlin)
- Alte Feuerwache (Köln)
- Kulturhaus (Göteborg) / Schweden
- Kulturzentrum (Delft) / Niederlande
- Delftstede Zahlencentrum (Delft) / Niederlande
- Kulturzentrum (Stockholm) / Schweden
- Kulturcentrum Europers (Brüssel) / Belgien
- Kulturverein (Zürich) / Schweiz
- Kulturverein (Lugano) / Schweiz
- Leipziger Buchmesse
- Hilton Hotel (Houston) / Texas USA
- Kulturhaus (Dallas) / Texas USA

## Veröffentlichungen (Auswahl)
- Andishaje hessi – Gefühlvolle Gedanken – (persisch), Gheze Verlag, Teheran / Iran
- Sarate garme hes – Teile der Gefühle – (persisch), Aida Verlag, Bochum
- Ashovtegieh Djahan – Chaos des Kosmos – (persisch), Aida Verlag, Bochum
- Parvaze sorkhe tan – Fliegende rote Körper – (persisch), Fourough Books Verlag, Köln
- Morvarid-e Siah – Die schwarze Perle – (persisch), Aida Verlag, Bochum

### In deutscher Übertragung
- Oliver Twist in Teheran. Gedichte. Pop Verlag, Ludwigsburg 2010.